# Муніципальний стадіон (Сібіу)
Муніципальний стадіон Сібіу — багатоцільовий стадіон у місті Сібіу, Румунія. Стадіон є основним місцем проведення домашніх матчів футбольного клубу «Германнштадт». Стадіон також використовується для проведення різноманітних спортивних заходів, зокрема, для змагань з легкої атлетики та інших видів спорту.
Стадіон урочисто відкрили 10 грудня 2022 року матчем між місцевою командою «Германнштадт» і «Фарул» (Констанца), яку очолював Георге Хаджі.
Арена стала місцем проведення фінального матчу Кубка Румунії сезону 2022–23.